# Échelle N

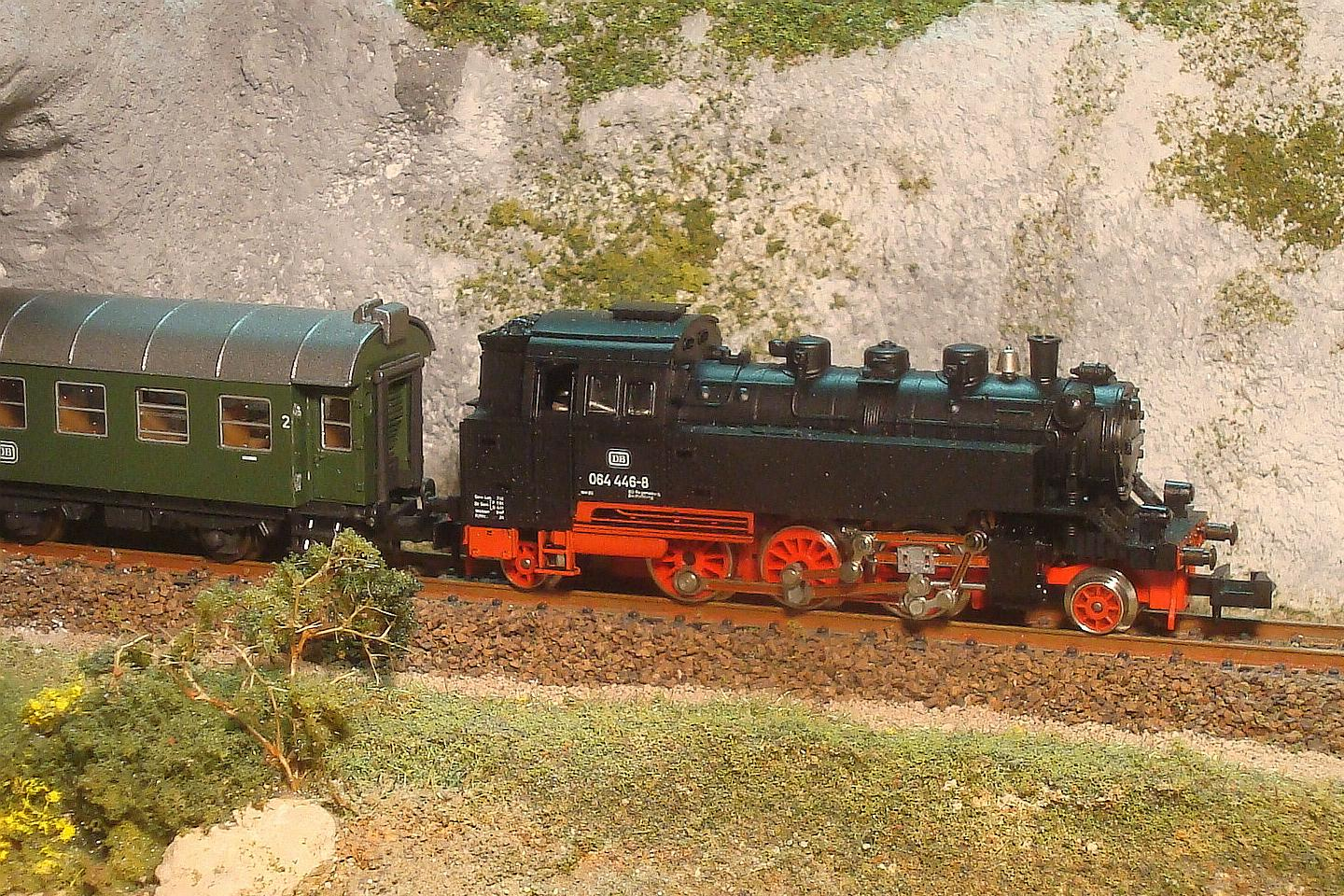
Diorama à l'échelle N. Locomotive à vapeur allemande BR 64 (Minitrix) et voiture voyageurs (Roco).

Pour les articles homonymes, voir N.

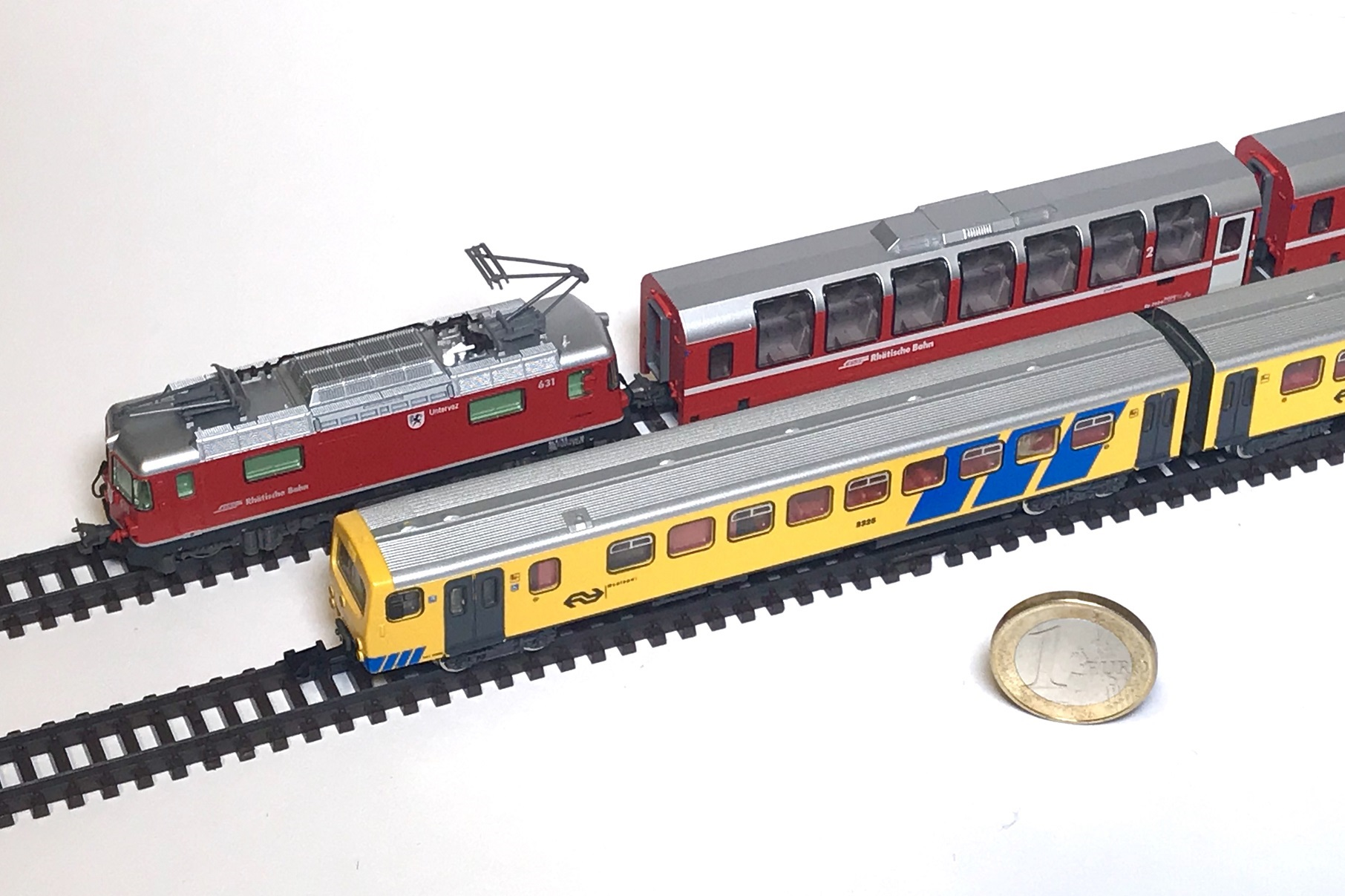
DH2 des NS échelle 1:160 et Bernina Express (Kato), avec une pièce de un Euro.

L'échelle N est l'échelle en modélisme ferroviaire 1:160. La reproduction de la voie normale à l'échelle N est normalisée à un écartement réduit de 9 mm.
Son nom vient de l'initiale du nombre de millimètres d'écartement des rails d'une voie normale : neuf. L'initiale est la même dans de nombreuses langues : nine en anglais, neun en allemand.

## Histoire
Cette échelle a été popularisée par l'entreprise Arnold en 1962. Elle est très utilisée aux États-Unis et au Japon. Mais au Japon l'échelle N est au 1:150. Au Japon la reproduction de la voie normale et de l'écartement du Cap à l'échelle N est normalisée à un écartement réduit de 9 mm pour les deux.
L'échelle N est la moitié de l'échelle HO, précisément 54% de son ratio. Le volume occupé par un même modèle réduit en N est de 1⁄8 de celui du HO.

## Écartements
| Échelle | Voie                | Écartement en modélisme | Écartement réel          | Variantes              |
| ------- | ------------------- | ----------------------- | ------------------------ | ---------------------- |
| N       | Écartement standard | 9 mm                    | 1 435 mm                 | de 1 250 mm à 1 700 mm |
| Nm      | Voie métrique       | 6,5 mm                  | 1 000 mm                 | de 850 mm à 1 250 mm   |
| Ne      | Voie étroite        | 4,5 mm                  | 750 mm, 760 mm et 800 mm | de 650 mm à 850 mm     |

L'écartement standard strictement à l'échelle serait de 8,97 millimètres.